# Edith Bouvier Beale
Edith Bouvier Beale, genannt Little Edie (* 7. November 1917 in New York, New York; † 9. Januar 2002 in Bal Harbour, Florida), war ein US-amerikanisches Model.

## Leben
Edith Bouvier Beale war die Tochter des Wall-Street-Anwalts Phelan Beale und seiner Frau Edith Ewing Bouvier (1896–1977), Tochter des irisch- und französischstämmigen New Yorker Bankier John Vernou Bouvier II († 1948) und Maude Sergeant. Durch ihre Mutter war sie die Cousine (ersten Grades) von Jacqueline Kennedy Onassis und deren Schwester Lee Radziwill. Sie genoss eine römisch-katholische Erziehung. In ihren ersten Jahren wohnte die Familie in New York City, wo Edith 1923 eingeschult wurde, in East Hampton, Long Island. Später besuchte „Little Edie“ die Spence School und das renommierte Mädchencollege Miss Porter’s School in Farmington, im US-Bundesstaat Connecticut. Die Eltern ließen sich 1931 scheiden. Nach ihrer Schulzeit arbeitete Edith als Model in Kaufhäusern in New York City und Palm Beach. Edith Bouvier Beale war nie verheiratet, allerdings war sie mit J. Paul Getty, Howard Hughes und mit Joseph P. Kennedy junior liiert.
Durch den Dokumentarfilm Grey Gardens (1975) der Brüder Albert und David Maysles wurden Mutter und Tochter einer breiten Öffentlichkeit bekannt. Der Film zeigt das Alltagsleben der beiden exzentrischen Frauen und stellt dar, wie die Behörden sie zum Auszug aus ihrem verfallenen Anwesen „Grey Gardens“ in East Hampton zwingen wollen, was nur durch die Hilfe von Edith Bouvier Beales Cousine Jacqueline Kennedy Onassis verhindert werden konnte.
Nach dem Tod ihrer Mutter im Jahr 1977 verkaufte Little Edie das heruntergekommene Anwesen für 220.000 US-Dollar an Sally Quinn und deren Ehemann Ben Bradlee. Bevor sie nach Florida zog, wohnte sie mehrere Jahre in Southampton, Montreal und in Oakland bei Verwandten. Edith Bouvier Beale wurde am 14. Januar 2002 tot in ihrer Wohnung in Bal Harbour aufgefunden. Gerichtsmediziner fanden heraus, dass sie schon fünf Tage zuvor an den Folgen eines Herzinfarkts gestorben war.
Im Jahr 2006 wurde das Musical Grey Gardens  in New York zunächst an einem Off-Broadway-Theater uraufgeführt und gewann nach der Übernahme an ein Broadway-Theater einige Preise, darunter drei Tony Awards.
Ein Fernsehfilm über das Leben von Mutter und Tochter mit den Hauptdarstellerinnen Jessica Lange und Drew Barrymore wurde 2009 unter dem Titel Grey Gardens veröffentlicht, der deutsche Titel lautet Die exzentrischen Cousinen der First Lady.